# Никипеловка
Никипеловка — деревня в Кореневском районе Курской области. Входит в состав Кореневского сельсовета.

## География
Деревня находится на реке Крепна (приток Сейма), в 20,5 км от российско-украинской границы, в 94 км к юго-западу от Курска, в 3,5 км к востоку от районного центра — посёлка городского типа Коренево, в 2 км от центра сельсовета — села Коренево.
Климат
Никипеловка, как и весь район, расположена в поясе умеренно континентального климата с тёплым летом и относительно тёплой зимой (Dfb в классификации Кёппена).

## Население
| 2002 | 2010 |
| ---- | ---- |
| 105  | ↗132 |

## Инфраструктура
Личное подсобное хозяйство. В деревне 52 дома.

## Транспорт
Никипеловка находится на автодороге регионального значения 38К-030 (Рыльск — Коренево — Суджа), в 1,5 км от автодороги 38К-006 (Коренево — Троицкое), на автодороге межмуниципального значения 38Н-563 (38К-030 — Журавли подъездом к с. Ольговка), в 2 км от ближайшей ж/д станции Коренево (линия 322 км — Льгов I). Остановка общественного транспорта.
В 145 км от аэропорта имени В. Г. Шухова (недалеко от Белгорода).